# الثورة الشرقية (أمريكا الجنوبية)

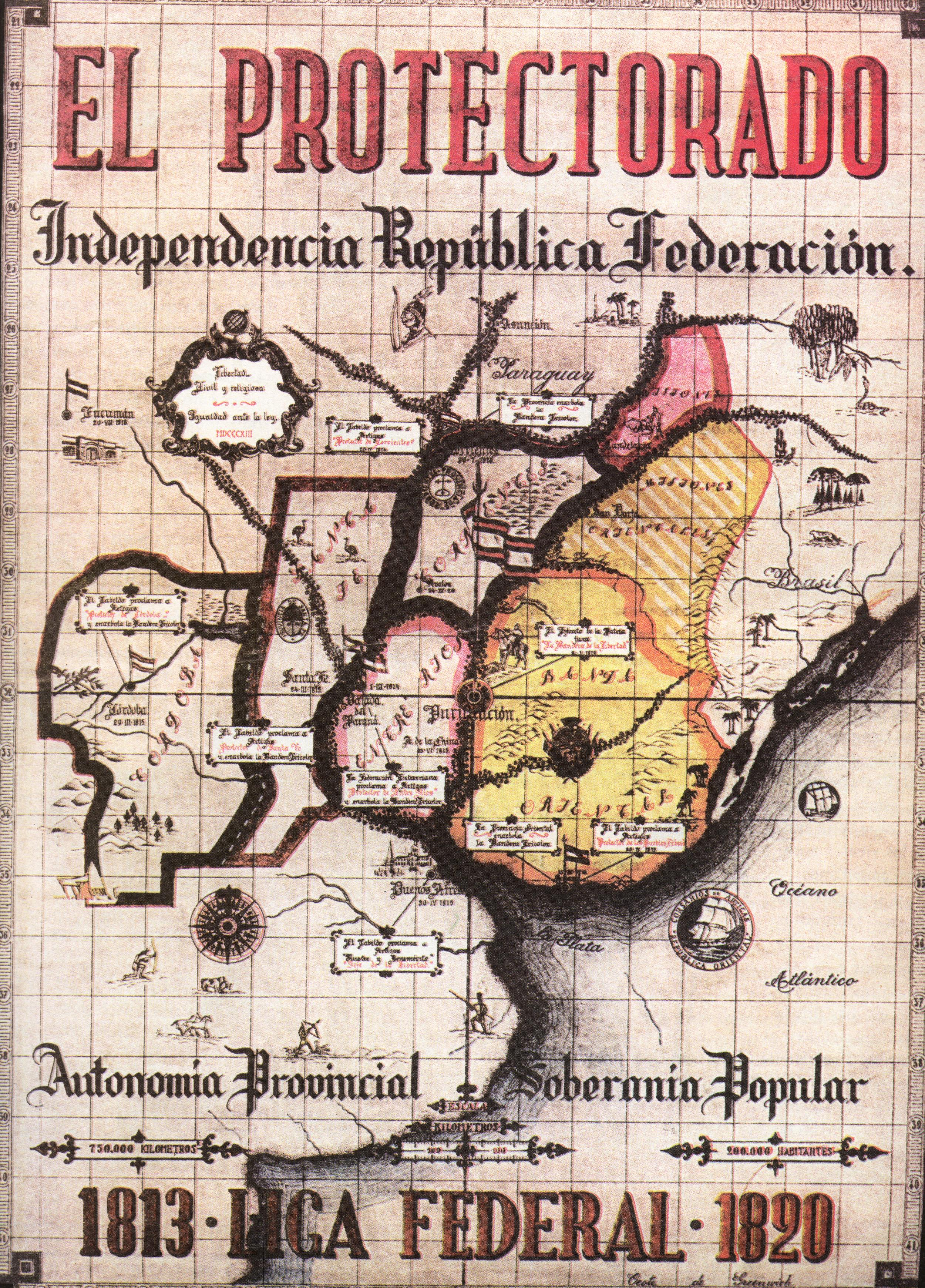
خريطة الرابطة الفدرالية التي انبثقت منها أوروغواي

الثورة الشرقية (بالإسبانية: Revolución oriental)‏ هي سلسلة معقدة من الأحداث المتعلقة بالدفاع عن الاستقلال الذاتي لما يسمى بالقطاع الشرقي، والذي أصبح فيما بعد جوهر جمهورية الأوروغواي الحديثة.
كان القائد الرئيسي للثورة هو خوسيه خيرفاسيو أرتيغاس. أطلق أتباعه المتحمسون على أنفسهم اسم الفنانين، وكانت الحركة نفسها تسمى الشرقية. بلغت الحركات الثورية ذروتها في 1815 و1816.
ومع ذلك، سعت نزعات الطرد المركزي في المنطقة إلى قمع كل من سلطات بوينس آيرس والملك البرازيلي البرتغالي جواو السادس، الذي كان يحلم بضم الأراضي المتنازع عليها.
قدِّمت أفكار تأسيس استقلال ذاتي يمكن أن يعبر عن مصالح سكان الأوروغواي كتابةً (Instrucciones del año XIII [الإسبانية]) من قبل «النواب الشرقيين» في مؤتمر انعقد في بوينس آيرس عام 1813، عند الاستقلال صار نائب الملك لريو دي لا بلاتا حقيقة واضحة. قبل ذلك، لم تُطرح مسألة إمكانية التأسيس في المناطق الشرقية علانية، لذا كانت المشكلة الرئيسية مطالبات البرتغاليين البرازيليين بهذه الأراضي (انظر الغزو البرتغالي البرازيلي للقطاع الشرقي (1811) ونزوح الأوروغواي. ممع ذلك، وبسبب تناقضات تطلعات الحكومة المركزية للدولة المستقلة حديثًا مع فكرة مثالية عن الرابطة الفدرالية، ثار سكان الأوروغواي مرة أخرى. كان الوضع معقدًا بسبب الاحتلال البرتغالي البرازيلي الثاني لأوروغواي، والذي انتهى في عام 1828، والاعتراف بجمهورية الأوروغواي المستقلة.